# Isotopi dell'elio
L'elio ha solo due isotopi stabili e reperibili in natura, 3He e 4He, mentre gli altri, instabili, decadono in meno di un secondo per trasformarsi in elio-4 o litio.

## Descrizione

### Elio-3
3He è un isotopo dell'elio composto da due protoni e un neutrone. È un isotopo raro sulla Terra, e viene soprattutto usato nella ricerca sulla fusione nucleare.
Si ritiene che l'Elio-3 sia più diffuso sulla Luna (nello strato superiore delle rocce regolitiche, dove è stato incluso dal vento solare nel corso di miliardi di anni), e nei giganti gassosi del sistema solare (residui dell'antica nebulosa solare).
L'Elio-3 costituisce le rocce lunari in quantità di 0,01 parti per milione, mentre 28 parti per milione sono di elio-4.
Dal punto di vista scientifico, questo isotopo è importante poiché si ritiene che possa essere usato come fonte di energia per le centrali elettriche a fusione di seconda generazione.
La sua esistenza è stata ipotizzata per la prima volta nel 1934 dal fisico australiano Mark Oliphant nel Cavendish Laboratory della Cambridge University.
È stato osservato per la prima volta al Lawrence Berkeley National Laboratory nel 1939 da Luis Álvarez e da Robert Cornog.

### Elio-4
4He anche raffigurato come 42He o 4He è un isotopo leggero e non radioattivo dell'elio, di cui costituisce la maggior parte in natura.

### Elio-5
5He è un isotopo altamente instabile dell'elio.
Non esiste in natura, se non forse nelle stelle e decade in meno di un nanosecondo in elio-4 espellendo un neutrone dal nucleo.

### Elio-6
6He viene quasi sempre prodotto dal decadimento di elio-7 o litio-11 e decade in circa 806 millisecondi trasformandosi in litio-6.

## Tabella degli isotopi
Massa atomica standard: 4,002602 u.
| simbolo | Z | N | massa isotopica (u) | spin nucleare | emivita      | DM | DP  | NA         |
| ------- | - | - | ------------------- | ------------- | ------------ | -- | --- | ---------- |
| 3He     | 2 | 1 | 3,0160293191        | +1/2          | stabile      | —  | —   | 0,000134%  |
| 4He     | 2 | 2 | 4,00260325415       | +0            | stabile      | —  | —   | 99,999866% |
| 5He     | 2 | 3 | 5,01222             | −3/2          | ~700×10−24 s | n  | 4He | 0%         |
| 6He     | 2 | 4 | 6,0188891           | +0            | ~806,7 ms    | β− | 6Li | 0%         |